# 布勞訥德爾科格爾山
47°38′7″N 13°27′00″E / 47.63528°N 13.45000°E
布勞訥德爾科格爾山（德語：Braunedlkogel），是奧地利的山峰，位於該國中部，由薩爾茨堡州負責管轄，屬於薩爾茲卡默古特山脈的一部分，海拔高度1,894米。